# Symphonie no 2 de Saint-Saëns
Pour les articles homonymes, voir Symphonie no 2.
La Symphonie no 2 en la mineur, op. 55, est une œuvre pour orchestre composée par Camille Saint-Saëns en 1859.

## Historique
Saint-Saëns a écrit au total cinq symphonies dont trois portent un numéro : celle-ci (qui s'avère être la quatrième), la première (en réalité la deuxième) et sa célèbre troisième (en réalité cinquième), dite "avec orgue". Outre ces dernières, il a composé à l'âge de 15 ans une symphonie en la majeur, ainsi qu'une en fa majeur dénommée Urbs Roma (« ville de Rome ») en 1857.
Saint-Saëns compose cette symphonie à l'âge de vingt-quatre ans. Il ne reviendra sur cette forme musicale que vingt-sept ans plus tard, avec sa symphonie avec orgue.
Dédiée au violoniste, pianiste et chef d'orchestre Jules Pasdeloup, elle est créée le 20 février 1859 à Leipzig.

## Structure
Elle est composée de quatre mouvements : 
1. Adagio marcato – Allegro appassionato
2. Adagio
3. Scherzo : Presto
4. Prestissimo

Durée : son exécution demande un peu plus de vingt minutes.
Elle est concise et dense, avec un premier mouvement fugué et un scherzo sans reprise.

## Enregistrements
- Orchestre national de l'ORTF, direction Jean Martinon (intégrale des 5 symphonies). 2 CD Emi 1974
- London Symphony Orchestra, direction Yondani Butt. CD ASV 1987
- Wiener Symphoniker, dir. Georges Prêtre (couplé avec la symphonie no 1). CD Erato Musifrance 1991
- Tapiola Sinfonietta, dir. Jean-Jacques Kantorow (couplé avec la symphonie en fa majeur « Urbs Roma »). CD Bis 1997
- Ulster Symphony Orchestra, dir. Yan Pascal Tortelier (couplé avec la symphonie no 3). CD Chandos 2000
- Orchestre de Bretagne, dir. Nicolas Chalvin CD Timpani 2006
- Malmö Symphony Orchestra, dir. Marc Soustrot (couplé avec la symphonie no 1). CD Naxos 2015
- Utah Symphony, dir. Thierry Fisher (intégrale des symphonies). 3 CD Hyperion 2018 2019
- Orchestre philharmonique royal de Liège, dir. Jean-Jacques Kantorow (intégrale des symphonies). 2 SACD Bis 2021. Diapason d’or
- Orchestre national de France, dir. Cristian Măcelaru (intégrale des symphonies). 3 CD Warner classics 2021. 5 Diapasons